# Kūmsong Vallis
La Kūmsong Vallis è una struttura geologica della superficie di Venere.